# حواجز تجارية غير جمركية
الحواجز التجارية غير الجمركية أو ما يطلق عليها أحيانًا «التدابير غير الجمركية» هي حواجز تجارية تقيد الواردات أو الصادرات من السلع أو الخدمات من خلال آليات تختلف عن مجرد فرض الرسوم الجمركية.
تعرف مجموعة التنمية لإفريقيا الجنوبية الحاجز غير الجمركي بأنه «أي حاجز يوضع أمام التجارة الدولية ولا يكون لا رسوم استيراد ولا رسوم تصدير. قد تتخذ هذه الحواجز هيئة حصص استيراد أو إعانات أو مماطلات جمركية أو حواجز تقنية أو نظم أخرى تمنع التجارة أو تعيقها». وفقًا لمنظمة التجارة العالمية، تشمل الحواجز التجارية غير الجمركية تراخيص الاستيراد وقواعد تقييم البضائع في الجمارك وعمليات التفتيش قبل الشحن وقواعد بلد المنشأ («صُنعت في») وتدابير الاستثمار المعدة للتجارة.

## تاريخها

### الانتقال من الرسوم الجمركية إلى الحواجز غير الجمركية
أحد أسباب انتقال البلدان الصناعية من الرسوم الجمركية إلى الحواجز غير الجمركية هو حقيقة أن للبلدان المتقدمة مصادر دخل غير الرسوم. تاريخيًا، يجب على الحكومات الحصول على التمويل لتأسيس الدولة القومية، وقد كانت تحصل عليه من خلال إدخال الرسوم الجمركية، وهو ما يفسر حقيقة أن معظم البلدان النامية ما تزال تعتمد على الرسوم الجمركية وسيلة لتمويل إنفاقها. يمكن للبلدان المتقدمة تحمل عدم الاعتماد على الرسوم، وفي نفس الوقت تطوير الحواجز غير الجمركية لتنظيم التجارة الدولية. أما السبب الثاني للانتقال إلى الحواجز غير الجمركية فهو إمكانية استخدام هذه الحواجز لدعم الصناعات الضعيفة أو تعويض الصناعات التي تأثرت سلبًا من تخفيض الرسوم الجمركية. السبب الثالث لارتفاع شعبية الحواجز غير الجمركية هو قدرة مجموعات الضغط على التأثير على العملية في ظل غياب فرص الحصول على دعم الحكومة لفرض الرسوم الجمركية.

## الحواجز غير الجمركية اليوم
إذا استثنينا دعم الصادرات وتحديد الحصص، فإن الحواجز غير الجمركية مشابهة للرسوم الجمركية. خُفّضت الرسوم الجمركية على إنتاج السلع خلال جولات المفاوضات الثماني في منظمة التجارة العالمية والاتفاق العام بخصوص الرسوس الجمركية والتجارة (الجات). بعد تخفيض الرسوم، طالب مبدأ الحمائية بإعتماد الحواجز غير الجمركية الجديدة مثل الحواجز التقنية للتجارة. وفقًا للبيانات المُدلى بها في مؤتمر الأمم المتحدة للتجارة والتنمية (الأونكتاد، عام 2005)، انخفض استخدام الحواجز غير الجمركية، استنادًا إلى مقدار الأسعار ومراقبة مستوياتها بشكل ملحوظ من 45% عام 1994 إلى 15% عام 2004، بينما زاد استخدام الحواجز غير الجمركية من 55% عام 1994 إلى 85% عام 2004.
كان لزيادة طلب المستهلكين على المنتجات الآمنة والصديقة للبيئة تأثيره على زيادة شعبية الحواجز التقنية للتجارة. يخضع العديد من الحواجز غير الجمركية لاتفاقيات منظمة التجارة العالمية التي نشأت في جولة أوروغواي (اتفاقية الحواجز التقنية للتجارة واتفاقية التدابير الصحية وتدابير الصحة النباتية واتفاقية المنسوجات والملابس)، بالإضافة إلى مواد اتفاقية الجات. أصبحت الحواجز غير الجمركية في مجال الخدمات بنفس أهميتها في مجال التجارة في السلع.
يمكن تعريف معظم الحواجز غير الجمركية على أنها تدابير حمائية، ما لم تكن مرتبطة بصعوبات تواجهها السوق، مثل العوامل الخارجية وعدم تناسق المعلومات بين مستهلكي السلع ومنتجيها. مثال على ذلك معايير السلامة ومتطلبات وضع التغليف والتبويب.
يمكن الإشارة إلى الحواجز غير الجمركية على أنها شكل جديد من أشكال الحماية التي حلت محل الرسوم كشكل قديم من أشكال الحماية، في ظل الحاجة إلى حماية الصناعات الحساسة، وكذلك في ظل توفر مجموعة واسعة من القيود التجارية المتاحة لحكومات الدول الصناعية، الت تجد نفسها مجبرة على اللجوء إلى استخدام الحواجز غير الجمركية، ووضع عوائق خطيرة أمام التجارة الدولية والنمو الاقتصادي العالمي.